# Mount Van Buren
Mount Van Buren ist ein markanter und 2865 m hoher Berg im Palmerland auf der Antarktischen Halbinsel. Er ragt 5 km nordnordwestlich des Mount Jackson auf der Ostseite des Dyer-Plateaus auf.
Der United States Geological Survey kartierte ihn 1974. Das Advisory Committee on Antarctic Names benannte ihn 1976 nach dem US-amerikanischen Politiker Martin Van Buren (1782–1862), Präsident der Vereinigten Staaten von 1837 bis 1841.